# كحلان (الشرية)

تعديل مصدري - تعديل

كحلان هي إحدى قرى عزلة آل غنيم بمديرية الشرية التابعة لمحافظة البيضاء، بلغ تعداد سكانها 253 نسمة حسب تعداد اليمن لعام 2004.